# Линкольн (Небраска)
Ли́нкольн (англ. Lincoln) — город в северной половине центральной части США, административный центр штата Небраска и округа Ланкастер. Численность населения, по данным переписи 2020 года, составляет 291 082 человек. Второй по количеству жителей город в Небраске.

## История
До экспансии поселенцев на запад прерия была покрыта буйволиной травой. Индейцы равнин, потомки коренных народов, населявших этот район на протяжении тысячелетий, жили и охотились вдоль ручья Солт-Крик. Пауни, в состав которых входили четыре племени, жили в деревнях вдоль реки Платт. Большая нация Сиу, включая Иханктован-Иханктована и Лакота, расположенные к северу и Западу, использовали Небраску в качестве охотничьего угодья и места для перестрелок, хотя у них не было никаких долгосрочных поселений в штате. В 1860-х годах в пределах Линкольна все ещё можно было увидеть случайного бизона.
В 1856 году на месте нынешнего Линкольна было основано поселение Ланкастер, ставшее в 1859 году столицей одноимённого округа в составе территории Небраска. Столицей территории с момента её создания в 1854 году был город Омаха, но большая часть населения жила к югу от реки Платт. Поскольку среди населения земель к югу от реки постепенно приобретала всё больше сторонников идея присоединения к Канзасу, законодательное собрание Небраски приняло решение переместить столицу как можно дальше на юго-запад. После продолжительного обсуждения, была выбрана деревня Ланкастер.
Деловые и политические круги Омахи осуществили хитрую комбинацию, пытаясь воспрепятствовать переносу столицы. В законодательное собрание было внесено предложение о переименовании Ланкастера в Линкольн, в честь недавно убитого президента Авраама Линкольна. По политическим мотивам законодательное собрание территории, пытавшейся добиться статуса штата, не могло отклонить эту идею. Подвох же состоял в том, что симпатии большей части жителей Небраски во время гражданской войны находились на стороне Конфедерации, и Линкольн был крайне непопулярной фигурой, причём ненависть к нему только усилилась после войны, когда в Небраску стали массово прибывать освобождённые негры из южных штатов, положив начало длительному конфликту на расовой почве. Тем не менее, хотя переименование и вызвало негодование жителей территории, сама идея перемещения столицы была ими поддержана. 1 марта 1867 году, после вступления Небраски в состав США в качестве 37-го штата, поселение получило статус столицы штата. Решение о переименовании вступило в силу 29 июля того же года.

## География и климат
Линкольн расположен на юго-востоке штата Небраска, среди невысоких холмов и соляных пустошей, являясь одним из немногих крупных городов Небраски, не стоящих на реках Платт или Миссури.
Город находится на западной границе зоны континентального климата, вблизи линии его перехода в полупустынный. Зима холодная и сухая, лето жаркое, умеренно-влажное. Климатическая зима с регулярными оттепелями длится с конца ноября — начала декабря до конца февраля — начала марта, климатическое лето продолжается с конца мая до конца сентября. В начале октября часто бывает индейское лето.
| \| Показатель \| Янв. \| Фев. \| Март \| Апр. \| Май \| Июнь \| Июль \| Авг. \| Сен. \| Окт. \| Нояб. \| Дек. \| Год \| \| ----------------------------- \| ----- \| ----- \| ----- \| ----- \| ---- \| ---- \| ---- \| ---- \| ---- \| ----- \| ----- \| ----- \| ----- \| \| Абсолютный максимум, °C \| 20 \| 23,9 \| 30,6 \| 36,7 \| 40,6 \| 44,4 \| 47,2 \| 45,6 \| 42,2 \| 36,7 \| 30,6 \| 25 \| 47,2 \| \| Средний суточный максимум, °C \| 1,9 \| 4,5 \| 11,3 \| 17,9 \| 23,4 \| 29,0 \| 31,7 \| 30,4 \| 25,9 \| 18,8 \| 10,2 \| 2,9 \| 17,3 \| \| Средняя температура, °C \| −6,7 \| −4,3 \| 1,3 \| 8,3 \| 14,4 \| 19,8 \| 24,1 \| 23,2 \| 17,2 \| 9,3 \| 0,9 \| −5,7 \| 8,5 \| \| Средний суточный минимум, °C \| −12,3 \| −10,1 \| −4,7 \| 1,2 \| 7,6 \| 13 \| 16,6 \| 15,6 \| 9,6 \| 2,4 \| −4,8 \| −11,1 \| 1,9 \| \| Абсолютный минимум, °C \| −36,1 \| −37,2 \| −28,9 \| −17,2 \| −6,1 \| 1,1 \| 5,6 \| 3,9 \| −6,1 \| −15,6 \| −27,8 \| −35 \| −37,2 \| \| Норма осадков, мм \| 16 \| 20 \| 49 \| 69 \| 109 \| 110 \| 87 \| 89 \| 77 \| 50 \| 36 \| 24 \| 735 \| \| Источник: Погода и климат \| \| \| \| \| \| \| \| \| \| \| \| \| \| |       |       |       |       |      |      |      |      |      |       |       |       |       |
| Показатель | Янв.  | Фев.  | Март  | Апр.  | Май  | Июнь | Июль | Авг. | Сен. | Окт.  | Нояб. | Дек.  | Год   |
| Абсолютный максимум, °C | 20    | 23,9  | 30,6  | 36,7  | 40,6 | 44,4 | 47,2 | 45,6 | 42,2 | 36,7  | 30,6  | 25    | 47,2  |
| Средний суточный максимум, °C | 1,9   | 4,5   | 11,3  | 17,9  | 23,4 | 29,0 | 31,7 | 30,4 | 25,9 | 18,8  | 10,2  | 2,9   | 17,3  |
| Средняя температура, °C | −6,7  | −4,3  | 1,3   | 8,3   | 14,4 | 19,8 | 24,1 | 23,2 | 17,2 | 9,3   | 0,9   | −5,7  | 8,5   |
| Средний суточный минимум, °C | −12,3 | −10,1 | −4,7  | 1,2   | 7,6  | 13   | 16,6 | 15,6 | 9,6  | 2,4   | −4,8  | −11,1 | 1,9   |
| Абсолютный минимум, °C | −36,1 | −37,2 | −28,9 | −17,2 | −6,1 | 1,1  | 5,6  | 3,9  | −6,1 | −15,6 | −27,8 | −35   | −37,2 |
| Норма осадков, мм | 16    | 20    | 49    | 69    | 109  | 110  | 87   | 89   | 77   | 50    | 36    | 24    | 735   |
| Источник: Погода и климат |       |       |       |       |      |      |      |      |      |       |       |       |       |

## Демография
Линкольн — второй по численности населения город в штате Небраска. В 1970-х годах правительство США определило Линкольн как город, благоприятный для беженцев, благодаря его стабильной экономике, образовательным учреждениям и размерам.
С тех пор беженцы из Вьетнама поселились в Линкольне, а ещё больше беженцев прибыло из других стран. В 2013 году Линкольн был назван одним из десяти самых гостеприимных городов Америки по версии журнала Welcoming America.

## Население
Согласно переписи в 2010 году в Линкольне проживало 258 379 человек, имелось 103 546 домохозяйств и 60 300 семей.
Расовый состав населения:
- белые — 79,7 %
- латиноамериканцы — 6,3 %
- афроамериканцы — 3,8 %
- азиаты — 3,8 %

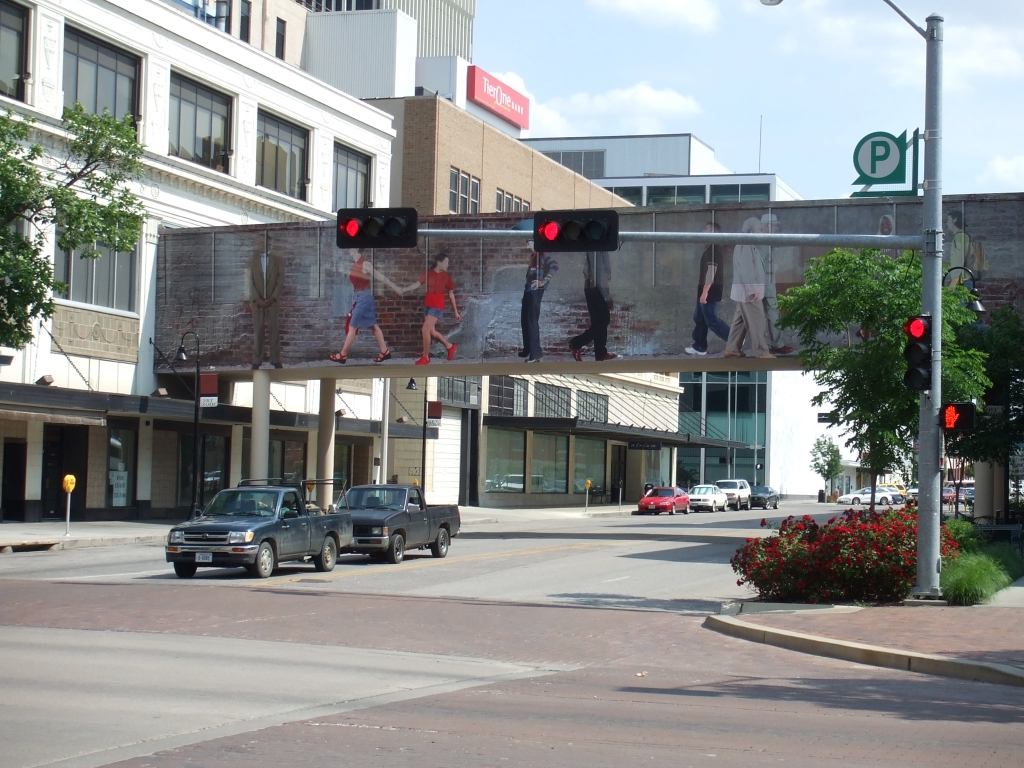
На улицах города

В городе проживает большая вьетнамская община. В последние годы наблюдается приток беженцев с Ближнего Востока и Африки. Линкольн также был одним из центров притяжения для российских немцев, уезжавших из Российской империи в бурные годы первой четверти XX века, в городе до сих пор действует Историческое общество русских немцев в Америке (англ. American Historical Society of Germans from Russia).
Среднегодовой доход на душу населения — 20 984 доллара США. Средний возраст горожан — 31,8 года. Уровень преступности примерно соответствует среднему по США.
В 2008 году город назван наиболее здоровым городом США.

## Экономика

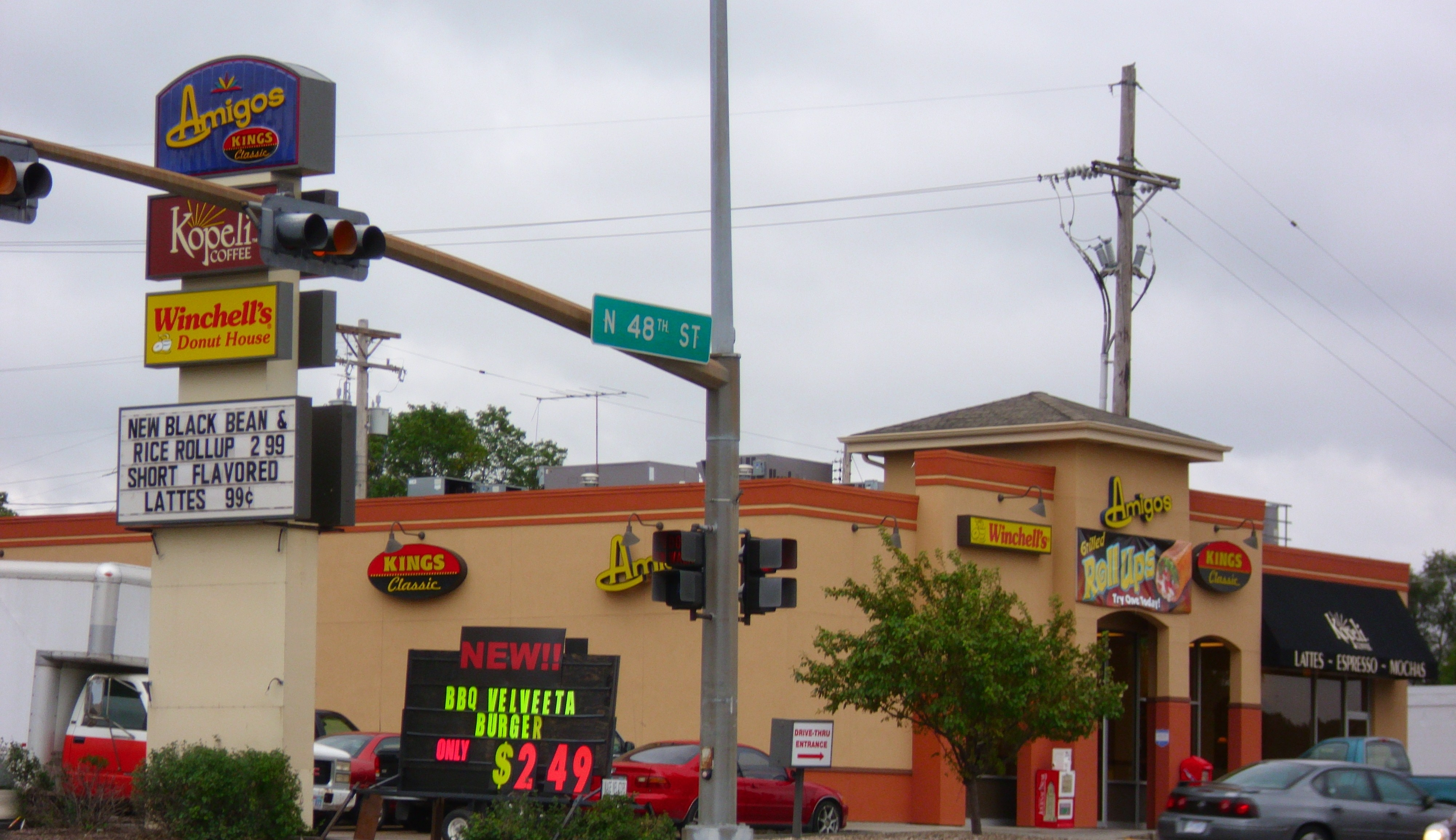
ресторан Амигос

Экономика Линкольна типична для американского города среднего размера — её основой являются сфера услуг, здравоохранение и образование. Крупнейшие работодатели — правительство штата Небраска, управление школ Линкольна и Университет Небраски-Линкольна.
Важное значение имеют банковская и страховая отрасли, информационные технологии, розничная торговля. Также в городе имеется несколько предприятий по переработке продукции сельского хозяйства и колл-центров.

## Транспорт
В 7 километрах к северо-западу от центра города расположен небольшой аэропорт (IATA: LNK, ICAO: KLNK), использующийся как для гражданских, так и для военных целей. Регулярные пассажирские рейсы осуществляются в Чикаго, Денвер и Миннеаполис. Аэропорт был запасным местом посадки космических шаттлов до закрытия программы.
Через железнодорожную станцию Линкольна ежедневно проходит пассажирский поезд Чикаго — Сан-Франциско.
Основные дороги, проходящие через город: межштатное шоссе I-80, скоростные дороги US 34 и US 77.
Общественный транспорт представлен 14-ю автобусными маршрутами под управлением компании StarTran (понедельник-суббота).

## Достопримечательности
- Капитолий штата Небраска

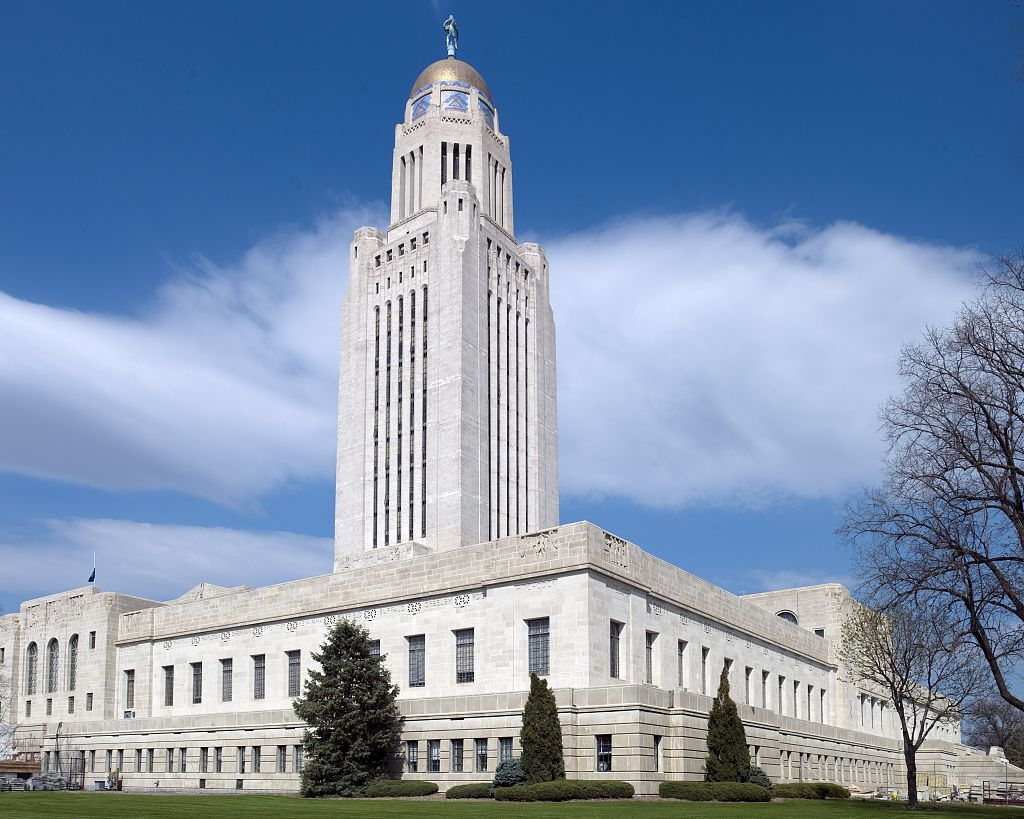
Капитолий штата

- Музей истории русских немцев в США
- Университет Небраски-Линкольна